# Gliese 674 b
Gliese 674 b est une exoplanète qui orbite très près de Gliese 674. C'est une planète de masse inférieure à celle de Neptune ou d'Uranus, qui est soit gazeuse, soit rocheuse. Elle orbite à seulement 0,039 ua de l'étoile et décrit une révolution en 4,6938 jours seulement. Elle a une excentricité similaire à celle de Mercure (e = 0,2). La découverte de la planète — annoncée le 7 janvier 2007 — a été faite à l'aide du spectrographe HARPS monté sur le télescope de 3,6 mètres de l'ESO à La Silla au Chili.